# Нове Тарново
Нове Тарново (пол. Nowe Tarnowo, нім. Neu Tarnowo) — село в Польщі, у гміні Чемпінь Косцянського повіту Великопольського воєводства.
Населення — 50 осіб (2011).
У 1975-1998 роках село належало до Познанського воєводства.

## Демографія
Демографічна структура станом на 31 березня 2011 року:
|          | Загалом | Допрацездатний вік | Працездатний вік | Постпрацездатний вік |
| -------- | ------- | ------------------ | ---------------- | -------------------- |
| Чоловіки | 22      | 8                  | 13               | 1                    |
| Жінки    | 28      | 7                  | 16               | 5                    |
| Разом    | 50      | 15                 | 29               | 6                    |